# Маслова, Екатерина Андреевна
Екатерина Андреевна Маслова (24 сентября 2001, Кемерово) — российская футболистка, полузащитница и нападающая.

## Биография
В детстве занималась различными видами единоборств — тхэквондо, вольной борьбой, ушу, позже перешла в футбольную секцию. Первый тренер в футболе — Наталья Корнюшина.
С 15-летнего возраста выступала на взрослом уровне за кемеровский «Кузбасс», игравший в первом дивизионе. Дважды становилась лучшим бомбардиром сибирской зоны первого дивизиона (2017 — 9 голов; 2018 — 18 голов). По итогам сезона 2018 года заняла со своим клубом четвёртое место в финальном турнире дивизиона и была признана лучшей нападающей. Однако в ходе сезона 2019 года покинула клуб из-за конфликта с руководством.
Летом 2019 года перешла в «Енисей» (Красноярск). Дебютный матч в высшей лиге России сыграла 16 августа 2019 года против клуба «Звезда-2005», заменив на 71-й минуте Татьяну Эводо.
С 2021 года играет в первой лиге за «Новосибирск».
Провела один матч за юниорскую сборную России (до 17 лет) — в августе 2016 года против ровесниц из Молдавии.